# Salvatierra
Salvatierra (baskijski: Agurain) – gmina w Hiszpanii, w prowincji Araba, w Kraju Basków, o powierzchni 37,77 km². W 2011 roku gmina liczyła 4978 mieszkańców.